# オヒシバ
オヒシバ（雄日芝、学名: Eleusine indica）は、イネ科オヒシバ属の植物である。日なたに生える、それほど背の高くない一年生草本で、道端でもよく見かける雑草である。
和名は「雄日芝」の意味で、日なたに出る芝であるが、メヒシバに比べて逞しいことからの命名とのこと。オイジワとも表記する。別名をチカラグサと言い、茎が丈夫で引きちぎるのに力がいることからの名である由だが、同じイネ科のチカラシバと混同しやすい。

## 特徴
地下茎や匍匐枝はなく、株立ちになる。草丈は15-60cm。茎の基部に葉が集まり、葉鞘が茎を包んで折り重なっている。葉鞘は二つ折りになっており、それが重なっている茎も左右から偏平になっている。葉は偏平で細長く、ほぼ水平方向に真っすぐに出る。緑色で質は柔らかく、つやがない。
花序は夏以降に出て、ほぼ立ち上がり、先端に2-7個の穂をつける。穂はほぼ同じ位置から出て、放射状に斜め上に出る。小穂はその軸の下に密着して、左右に一列ずつつくが、幅が広いので、上から見ると軸の両側に小穂がはみ出している。小穂は左右から偏平で、鱗片は二つ折りになって重なり合っている。芒はない。一つの小穂に小花を数個含む。

## 分布
日本では本州以南に生育し、世界の暖帯から熱帯に広く分布する。

## 近縁種
世界の熱帯に同属が数種あるが、日本には本種のみが自生する。
ただし、栽培植物としてはシコクビエ E. coracana (L.) Gaertn. がある。形は似ているがはるかに大きく、穂は幅広い。かつては南日本のあちこちで栽培されたが、現在は見ることはまずない。この種は以前にはオヒシバの栽培品と考えられたこともあるが、現在では別種が起源であると見られている。

## 類似種
やや似たものはあるが、たいていははるかに細い。
メヒシバ Digitaria
花茎の先から数本の穂が放射状に出る点ではオヒシバに似ているが、全体にはるかに細くて、見間違えそうにはない。
ローズグラス類 Chloris
小穂に芒があるので穂が毛だらけに見える。
タツノツメガヤ Dactyloctenium aegyptium (L.) Beauv.
熱帯系の雑草である。オヒシバに非常によく似ている。やや背の低い草本で、根元の茎は地上を這い、オヒシバより短い葉をつける。花茎は斜めに上に伸び、先端にはたいてい4本の穂が四方に広がるように水平に伸びる。穂の下面に小穂が並ぶことも、それぞれに数個の小花を含む小穂が左右から偏平であることも共通する。区別点は、第二包穎に芒があること、それに、穂の先端に中軸が突出していることである。和名は、この突き出た軸を指から突き出した鉤爪に見立てて、花序全体を竜の手のようだというもので、そう覚えておくと見分けやすい。熱帯原産で琉球列島や小笠原諸島では帰化しており、日本本土でもまれに発見される。